# Beter Bouwen & Verbouwen
Beter Bouwen & Verbouwen is een Vlaams maandblad dat uitgegeven wordt door ProduPress in België.
Het zusterblad in Wallonië heet Tu bâtis, je rénove.
Het blad brengt een mix van bouw- en renovatienieuws.
Lijst van tijdschriften in België